# Mycodrosophila longicornis
Mycodrosophila longicornis är en tvåvingeart som beskrevs av Seguy 1933. Mycodrosophila longicornis ingår i släktet Mycodrosophila och familjen daggflugor.
Artens utbredningsområde är Moçambique. Inga underarter finns listade i Catalogue of Life.